# Fetzershaldenhöhle
Die Fetzershaldenhöhle ist eine im Lonetal bei Rammingen im Alb-Donau-Kreis gelegene Horizontalhöhle.

## Geographische Lage
Die Höhle befindet sich rund 18 m über der Talsohle im oberen Drittel des rechten Talhangs, auf etwa halber Strecke zwischen der Bocksteinhöhle und dem Hohlenstein-Stadel.

## Forschungsgeschichte
Die Fetzershaldenhöhle ist fast vollständig mit Sediment verfüllt, ihre genauen Ausmaße sind daher nicht bekannt. Nach Surveys durch Friedrich Seeberger und Hermann Glatzle wurde sie als mögliche paläolithische Fundstelle für eine Sondage in Betracht gezogen. Im April 2013 durchgeführte Untersuchungen mit dem Bodenradar zeigten einen großen Hohlraum im Grundgestein und gaben den Ausschlag für die folgenden mehrwöchigen Ausgrabungen in den Sommern 2013 und 2014 durch Mitarbeiter der Eberhard Karls Universität Tübingen. Zeitgleich wurde die 50 m weiter östlich gelegene Lindenhöhle sondiert. Es handelte sich dabei um die ersten Neugrabungen im Lonetal seit dem Abbruch der Ausgrabung Otto Völzings im Hohlenstein-Stadel, unmittelbar vor Beginn des Zweiten Weltkriegs.

## Stratigraphie und Funde
Die Höhle und der Vorplatz wurden auf einer Fläche von 8 m × 2 m bis auf den anstehenden Fels in 1,8 m Tiefe ergraben. Unter einer humosen Deckschicht konnten drei geologische Horizonte (GH 1 bis GH 3) differenziert werden, die aus einem Gemenge von dunkel- bis rotbraunem tonigen Schluff und Kalksteinschutt bestehen. Die Kalkschuttkonzentration nimmt mit der Tiefe zu und erreicht teilweise einen Volumenanteil von bis zu 80 %. Im oberen Drittel ist das lockere Sediment von Tiergängen und Wurzeln durchzogen und wies hier neben spätneolithischen Keramikfragmenten auch umgelagerte Faunenreste pleistozäner Tierarten auf.
Das bei den Grabungen geborgene Inventar umfasst 53 Steinartefakte, von denen eines mittelpaläolithische Merkmale aufweist und zwei Klingen als jungpaläolithisch angesprochen werden können. Ein aus einer Mammutrippe gefertigter Glätter und ein bearbeitetes Stück Mammutelfenbein, Knochenkohle sowie Schnittspuren auf dem Mittelfußknochen eines Wildpferds belegen ebenfalls die Anwesenheit des Menschen in der Höhle. Den weitaus größeren Teil der 1276 eingemessene Funde machen die Faunenreste aus, sie stammen überwiegend von eiszeitlichen Tierarten wie Wildpferd, Ren, Wollhaarnashorn, Höhlenbär, Höhlenlöwe und Höhlenhyäne. Viele Knochen sind aufgebissen und benagt, sie wurden wahrscheinlich von Hyänen in die Höhle verbracht.
Aufgrund des Fundspektrums geht man davon aus, dass die Höhle überwiegend als Hyänenhorst diente bzw. von Höhlenbären zum Winterschlaf aufgesucht wurde. Menschen hielten sich wohl nur sporadisch in ihr auf.